# 南久原
南久原（日语：／ Minami-kugahara */?）是東京都大田區的町名。現行行政地名為南久原一丁目與南久原二丁目が設置。2013年8月1日為止的人口有6,085人。郵遞區號為146-0084。

## 地理
位於東京都大田區西部。北鄰東嶺町。東鄰久原。南鄰千鳥。西至東京都道311號環狀八號線（環八通），接鵜之木。南北向的東急池上線通過町內，並設有久原站。久原站附近可見商店，其他多為住宅地。

## 歷史
1968年（昭和43年），調布鵜之木町東半部、池上德持町大部分、以及久原町、調布千鳥町、矢口町各一部分合併成立南久原。

### 地名由來
一說是位於久原站南側而得名。也有說是位於久原站南側而得名。

## 交通
町域內有東急池上線久原站，南部另可利用鄰近的千鳥町站。此外，西方有東急多摩川線鵜之木站，西南方有下丸子站。

## 設施
- 大田區立大森第七中學校

## 備註
1. ↑  .   [2013-08-22]. （原始内容存档于2014-02-18）.